# Кубок Шотландії з футболу 1894—1895
Кубок Шотландії з футболу 1894–1895 — 22-й розіграш кубкового футбольного турніру у Шотландії. Титул вперше здобув Сент-Бернардс.

## Перший раунд
| Команда 1                    | Рахунок | Команда 2             |
| ---------------------------- | ------- | --------------------- |
| 24 листопада 1894            |         |                       |
| Аберкорн (2)                 | 1:5*    | Літ Атлетік (1)       |
| Ейр Паркхаус (-)             | 5:3     | Полтон Вейл (-)       |
| Селтік (1)                   | 4:1     | Квінз Парк (-)        |
| Клайд (1)                    | 7:2     | Стівенстон Тісл (-)   |
| Дамбартон (1)                | 2:1     | Ґалстон (-)           |
| Данді (1)                    | 5:1     | Оріон (-)             |
| Гіберніан (2)                | 6:1     | Форфар Атлетік (-)    |
| Кілмарнок (-)                | 5:1     | Іст Стерлінгшир (-)   |
| Лоуші Юнайтед (-)            | 2:5     | Кінгз Парк (-)        |
| Мотервелл (2)                | 1:2     | Моссенд Свіфтс (-)    |
| Рейт Роверз (-)              | 6:3*    | Фіфз КРВ (-)          |
| Рейнджерс (1)                | 1:2     | Гарт оф Мідлотіан (1) |
| Слеменнен Роверс (-)         | 2:3*    | Рентон (2)            |
| Сент-Бернардс (1)            | 4:2     | Ейрдріоніанс (2)      |
| Сент-Міррен (1)              | 5:0*    | Батлфілд (-)          |
| Терд Ланарк (1)              | 4:5     | Енбенк (-)            |
| 8 грудня 1894 (перегравання) |         |                       |
| Аберкорн (2)                 | 4:1     | Літ Атлетік (1)       |
| Рентон (2)                   | 4:0     | Слеменнен Роверс (-)  |
| Сент-Міррен (1)              | 8:1     | Батлфілд (-)          |
| Рейт Роверз (-)              | 3:4     | Фіфз КРВ (-)          |

* - результат скасовано, було призначено повторний матч.

## Другий раунд
| Команда 1                     | Рахунок | Команда 2             |
| ----------------------------- | ------- | --------------------- |
| 15 грудня 1894                |         |                       |
| Аберкорн (2)                  | 1:6     | Гарт оф Мідлотіан (1) |
| Ейр Паркхаус (-)              | 3:1     | Моссенд Свіфтс (-)    |
| Клайд (1)                     | 4:2     | Енбенк (-)            |
| Данді (1)                     | 2:0     | Сент-Міррен (1)       |
| Гіберніан (2)                 | 2:0*    | Селтік (1)            |
| Кінгз Парк (-)                | 2:1     | Дамбартон (1)         |
| Рентон (2)                    | 6:0     | Фіфз КРВ (-)          |
| Сент-Бернардс (1)             | 3:1     | Кілмарнок (-)         |
| 29 грудня 1894 (перегравання) |         |                       |
| Гіберніан (2)                 | 0:2     | Селтік (1)            |

* - результат скасовано, було призначено повторний матч.

## Чвертьфінали
| Команда 1                     | Рахунок | Команда 2         |
| ----------------------------- | ------- | ----------------- |
| 12 січня 1895                 |         |                   |
| Гарт оф Мідлотіан (1)         | 4:2     | Кінгз Парк (-)    |
| 19 січня 1895                 |         |                   |
| Ейр Паркхаус (-)              | 2:3     | Рентон (2)        |
| Данді (1)                     | 1:0     | Селтік (1)        |
| 2 лютого 1895                 |         |                   |
| Клайд (1)                     | 2:6*    | Сент-Бернардс (1) |
| 23 лютого 1895 (перегравання) |         |                   |
| Клайд (1)                     | 1:2     | Сент-Бернардс (1) |

* - результат скасовано, було призначено повторний матч.

## Півфінали
| Команда 1                      | Рахунок | Команда 2         |
| ------------------------------ | ------- | ----------------- |
| 2 лютого 1895                  |         |                   |
| Данді (1)                      | 1:2*    | Рентон (2)        |
| 16 лютого 1895 (перегравання)  |         |                   |
| Данді (1)                      | 1:1     | Рентон (2)        |
| 23 лютого 1895 (перегравання)  |         |                   |
| Данді (1)                      | 3:3     | Рентон (2)        |
| 9 березня 1895                 |         |                   |
| Гарт оф Мідлотіан (1)          | 0:0     | Сент-Бернардс (1) |
| 9 березня 1895 (перегравання)  |         |                   |
| Рентон (2)                     | 3:0     | Данді (1)         |
| 16 березня 1895 (перегравання) |         |                   |
| Гарт оф Мідлотіан (1)          | 0:1     | Сент-Бернардс (1) |

* - результат скасовано, було призначено повторний матч.

## Фінал
| 20 квітня 1895 15:00 (CET) |

| Сент-Бернардс (1) | 2:1 | Рентон (2) |
| ----------------- | --- | ---------- |
|                   |     |            |

| Айброкс-Парк, Глазго Глядачів: 13 500 |